# نيك مانكوسو
نيك مانكوسو (بالإيطالية: Nick Mancuso)‏ هو ممثل كندي، ولد في 29 مايو 1948 بماممولا في إيطاليا. بدأ مشواره المهني سنة 1974.

## أعمال

### أفلام
- (1992) تحت الحصار[5]
- (1992) طلقات سريعة

## وصلات خارجية
- نيك مانكوسو على موقع IMDb (الإنجليزية)
- نيك مانكوسو على موقع ألو سيني (الفرنسية)
- نيك مانكوسو على موقع ميوزك برينز (الإنجليزية)
- نيك مانكوسو على موقع تيرنر كلاسيك موفيز (الإنجليزية)
- نيك مانكوسو على موقع أول موفي (الإنجليزية)
- نيك مانكوسو على موقع قاعدة بيانات الأفلام السويدية (السويدية)
- نيك مانكوسو على موقع إن إن دي بي (الإنجليزية)
- نيك مانكوسو على موقع قاعدة بيانات الفيلم (الإنجليزية)
- نيك مانكوسو على موقع كينوبويسك (الروسية)